# Теритаун (Луизијана)
Теритаун (енгл. Terrytown) насељено је место без административног статуса у америчкој савезној држави Луизијана.

## Демографија
По попису из 2010. године број становника је 23.319, што је 2.111 (-8,3%) становника мање него 2000. године.
| Група             | 2000.          | 2010.         |
| Белци             | 12.921 (50,8%) | 8.708 (37,3%) |
| Афроамериканци    | 8.813 (34,7%)  | 9.278 (39,8%) |
| Азијати           | 885 (3,5%)     | 948 (4,1%)    |
| Хиспаноамериканци | 2.206 (8,7%)   | 4.068 (17,4%) |
| Укупно            | 25.430         | 23.319        |